# Hrabstwo Putnam (Floryda)

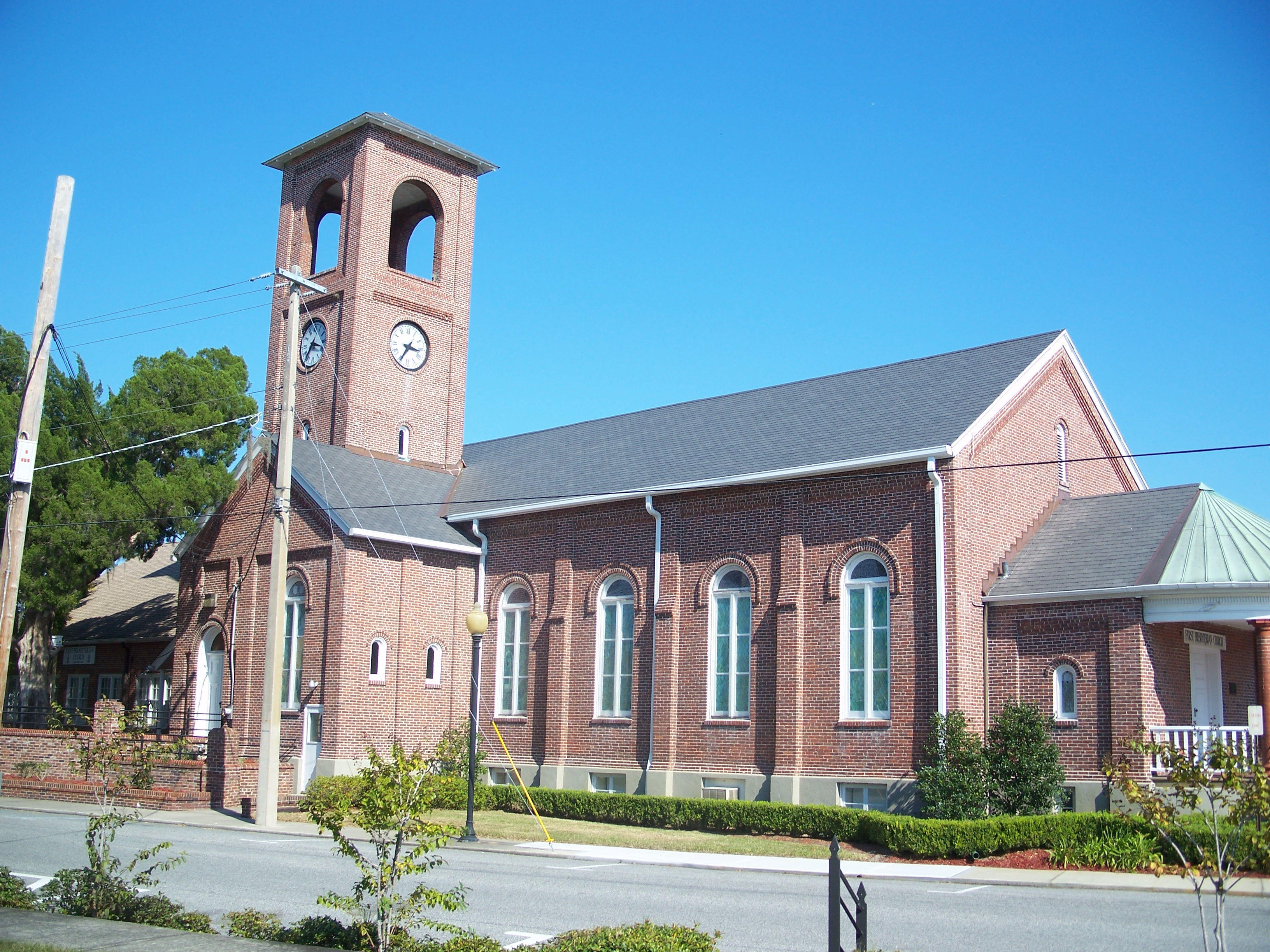
Kościół prezbiteriański w Palatka

Putnam – hrabstwo w stanie Floryda, w USA. Jego siedzibą administracyjną jest Palatka.
Powierzchnia hrabstwa to 2142 km², w tym 260 km² (12%) stanowią wody. W hrabstwie znajdują się liczne jeziora, w tym Lake Barco, Lake Suggs i część jezior Crescent Lake i Lake George. Gęstość zaludnienia wynosi 39,7 osób/km².

## Miejscowości
- Crescent City
- East Palatka (CDP)
- Interlachen
- Palatka
- Pomona Park
- Welaka

## Sąsiednie hrabstwa
- Hrabstwo Clay (północ)
- Hrabstwo St. Johns (północny wschód)
- Hrabstwo Flagler (wschód)
- Hrabstwo Volusia (południowy wschód)
- Hrabstwo Marion (południowy zachód)
- Hrabstwo Alachua (zachód)
- Hrabstwo Bradford (północny zachód)

## Demografia
Według spisu z 2020 roku liczy 73,3 tys. mieszkańców, co oznacza spadek o 1,4% w porównaniu z poprzednim spisem z roku 2010. Według danych pięcioletnich z 2022 roku 80,4% to biali (70,9% nie licząc Latynosów), 15,9% czarnoskórzy lub Afroamerykanie, 2% miało rasę mieszaną, 0,8% to rdzenna ludność Ameryki i 0,7% Azjaci. Latynosi stanowili 10,9% populacji hrabstwa.
Do największych grup należały osoby pochodzenia angielskiego (22,9%), afroamerykańskiego, irlandzkiego (10,4%), niemieckiego (8,5%), „amerykańskiego” (7,7%), meksykańskiego (5,7%), francuskiego (3%), szkockiego lub szkocko–irlandzkiego (2,8%) i portorykańskiego (2,7%).

## Religia
W 2020 roku pod względem członkostwa przeważają protestanckie wspólnoty, głównie baptystyczne (ok. 17%), ewangelikalne bezdenominacyjne (7,4%), metodystyczne (3,8%) i zielonoświątkowe (23 zborów). Inne religie obejmowały: katolików (8%), mormonów (2,2%), świadków Jehowy (1,1%) i buddystów (0,41%).

## Polityka
Hrabstwo silnie republikańskie, gdzie w wyborach prezydenckich w 2020 roku, 70,1% głosów otrzymał Donald Trump i 28,9% przypadło dla Joe Bidena. 